# Donna Murphy
Donna Murphy (New York, 7 maart 1959) is een Amerikaanse actrice.

## Biografie
Murphy heeft zes broers en zussen van wie zij de oudste is. Murphy is van Ierse, Franse, Duitse en Tsjechische afkomst. Op driejarige leeftijd verhuisde haar familie naar Suffolk County. Later verhuisde zij naar Essex County waar zij in 1977 de high school doorbracht op de Masconomet Regional High School. Hierna ging zij verder studeren aan de New York University en haalde in 1980 haar bachelor of fine arts. 
Murphy begon met acteren in het theater, zij maakte in 1979 haar debuut op Broadway in de musical They're Playing Our Song. Hierna heeft zij meerdere rollen gespeeld op Broadway en off-Broadway. Zij heeft tweemaal een Tony Award gewonnen voor haar optreden, in 1998 met de musical The King and I en in 1995 met de musical Passion.
Murphy begon in 1987 met acteren voor televisie in de film Tales from the Hollywood Hills: A Table at Ciro's. Hierna heeft zij nog meerdere rollen gespeeld in films en televisieseries zoals Another World (1989-1991), Murder One (1995-1996), Star Trek: Insurrection (1998), The Astronaut's Wife (1999), Spider-Man 2 (2004), World Trade Center (2006) en The Nanny Diaries (2007).
Murphy is in 1990 getrouwd met Shawn Elliott en is stiefmoeder van twee kinderen van haar man en samen hebben zij een geadopteerd kind uit Guatemala.

## Filmografie

### Films
- 2020 Anastasia: Once Upon a Time - als Yara the Enchantress
- 2016 No Pay, Nudity - als Pearl
- 2013 House of Versace - als Maria
- 2012 The Bourne Legacy – als Dita
- 2011 Dark Horse – als Marie
- 2011 Higher Ground – als Kathleen Walker
- 2010 Rapunzel – als moeder Gothel (animatiefilm)
- 2008 Sherman's Way – als Evelyn Black
- 2007 The Nanny Diaries – als Judy Braddock
- 2006 The Fountain – als Betty
- 2006 World Trade Center – als Judy Jonas
- 2006 Ira & Abby – als dr. Betsy Goldman
- 2006 The Edison Death Machine – als politieagente
- 2004 Spider-Man 2 – als Rosalie Octavius
- 2004 The Door in the Floor – als winkeleigenaresse
- 2000 The Last Debate – als Joan Naylor
- 2000 Center Stage – als Juliette
- 1999 The Astronaut's Wife – als Natalie Streck
- 1998 Star Trek: Insurrection – als Anij
- 1998 October 22 – als Carole
- 1998 The Day Lincoln Was Shot – als Mary Todd Lincoln
- 1996 Passion – als Fosca
- 1995 Jade – als Karen Heller
- 1987 Tales from the Hollywood Hills: A Table at Ciro's – als June

### Televisieseries
Uitgezonderd eenmalige gastrollen.
- 2022 The Gilded Age - als mrs. Astor - 14 afl.
- 2021 - 2022 Gossip Girl - als hoofdmeester Burton - 4 afl.
- 2017 - 2020 Tangled - als Gothel (stem) - 6 afl.
- 2019 - 2020 Power - als Lorette Walsh - 5 afl.
- 2017 Doubt - als DA Grace Russo - 2 afl.
- 2016 - 2017 Mercy Street - als Jane Green - 12 afl.
- 2015 Hindsight - als Georgie - 4 afl.
- 2014 - 2015 Resurrection - als elegante vrouw - 8 afl.
- 2012 Made in Jersey - als Darlene Garretti - 7 afl.
- 2009 Trust Me – als Denise Goodman – 5 afl.
- 2002 – 2003 Hack – als Heather Olshansky – 16 afl.
- 2000 – 2001 What About Joan – als Dr. Ruby Stern – 21 afl.
- 1997 Liberty! The American Revolution – als Abigail Adams – 6 afl.
- 1995 – 1996 Murder One – als Francesca Cross – 6 afl.
- 1989 – 1991 Another World – als Morgan Graves – 7 afl.

## Theaterwerk opBroadway
- 2017 - 2018 Hello, Dolly! - als Dolly Gallagher Levi (understudy)
- 2011 The People in the Picture – als Bubbie / Raisel
- 2007 Lovemusik – als Lotte Lenya
- 2003 – 2005 Wonderful Town – als Ruth Sherwood
- 1996 – 1998 The King and I – als Anna Leonowens
- 1994 – 1995 Passion – als Fosca
- 1985 – 1987 The Mystery of Edwin Drood – als Beatrice / Succubae / Edwin Drood
- 1984 The Human Comedy – als Bess Macauley / Mary Arena
- 1979 – 1981 They're Playing Our Song – als stem van Sonia Walsk

- Gemeinsame Normdatei: 135022509
- International Standard Name Identifier: 0000 0000 5554 5965
- Library of Congress Control Number: no95019816
- MusicBrainz: 447f856a-07c4-4317-a5dc-f7e7bd24e8de
- Nationale Bibliotheek van Israël: 987007372169105171
- Virtual International Authority File: 78361224
- WorldCat: E39PBJwtptDw6dhGrXtH36jV4q